# Tipula koreana
Tipula koreana är en tvåvingeart som beskrevs av Alexander 1934. Tipula koreana ingår i släktet Tipula och familjen storharkrankar. Inga underarter finns listade i Catalogue of Life.